# Festool
A Festool céget 1925-ben Albert Fezer és Gottlieb Stoll alapították. A kezdetekben fa megmunkálására alkalmas gépek javításával foglalkoztak. 1925-1932 között készült el az első céglogó, melyen ez állt: FEZER & STOLL". 1927-ben elkészítették az első hordozható láncfűrészüket, ami sokkal gyorsabbá és könnyebbé tette a munkát. Majd 1930-ban jött a kézi körfűrész, mely egy új megoldás volt, mivel egészen odáig a nehéz anyagot vitték a gépekhez. Most ezt megfordították. 1933-ban módosították a logójukat, ez állt rajta: "Festo". 1938-ban elkezdtek vásárokon megjelenni és ott népszerűsíteni a termékeiket, melyeket egyébként nagyon kedveltek az emberek. Ugyanebben az évben megjelent a tányércsiszolójuk, mely a világon egyedülálló módon elsőként rendelkezett saját elszívással.